# Beretta
Fabbrica d'Armi Pietro Beretta és una companyia privada italiana d'armes de foc que opera en diversos països.
Les seves armes de foc s'utilitzen a tot el món per a una varietat d'efectes civils, policials i militars. Els braços esportius representen tres quartes parts de les vendes; Beretta també és coneguda per la comercialització de roba i accessoris de tir. Fundada al segle xvi, Beretta és el fabricant actiu més antic dels components d'armes de foc del món. En 1526 el seu producte inaugural va ser barrils d'arcabús; per tots els comptes Barrets fabricats amb Beretta van equipar la flota veneciana a la batalla de Lepant el 1571. Beretta ha subministrat armes per a totes les grans guerres europees des de 1650.
Beretta USA Corp., ubicada als Estats Units, va fabricar i lliurar més de 600.000 pistoles Beretta M9 | a les Forces Armades dels Estats Units a partir de 1985. Va perdre el contracte el 2017.

## Història

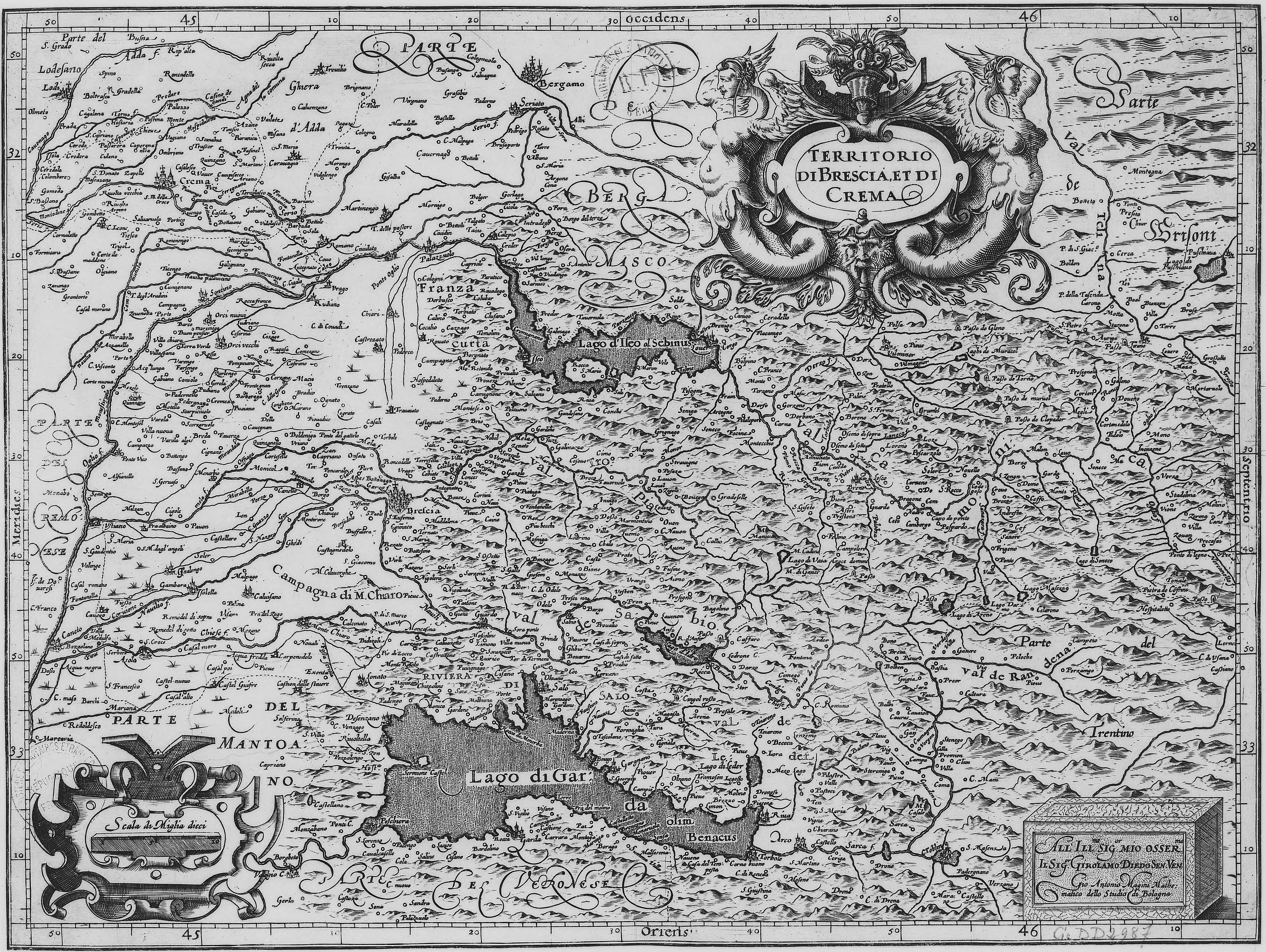
Mapa del per Giovanni Antonio Magini de la província de Brescia. Val Trompia és al centre.

Val Trompia, és una vall de riu a la Llombardia i on s'ha extret ferro de les mines des dels antics romans. A l'Edat Mitjana, Val Trompia era coneguda per les seves fundicions de ferro; després del Renaixement va arribar a ser un centre per a la fabricació d'armes. A mitjans del segle xvi, Val Trompia tenia quaranta fundicions de ferro, subministrades per cinquanta mines i vuit fonedors. El lloc de naixement de Beretta es troba al poble de Gardone Val Trompia. Gardone està situat a la vora del riu Mella, al mig de Val Trompia (és a dir, entre la vall alta i vall inferior).
La forja Beretta va estar activa des de 1500, malgrat que la primera transacció documentada és de 1526.
Beretta fabricà rifles i pistoles per als militars italians fins l'armistici de 1943, però amb el control de la Wehrmacht va continuar fabricant aquestes armes fins al 1945.

## Línies de productes

### Pistoles semiautomàtiques
- Beretta M1915, M1919 and M1923
- Beretta 418
- Beretta M951
- Beretta M 1934 / Beretta M 1935
- Beretta M 1951
- Beretta M-100
- Beretta 70 series
  - Beretta 70
  - Beretta 71 Jaguar
  - Beretta 72 Jaguar
  - Beretta 73, 74, 75
  - Beretta 76
  - Beretta 100, 101, 102
- Beretta Cheetah
  - Beretta 81
  - Beretta 84
  - Beretta 85
  - Beretta 86
  - Beretta 87
  - Beretta 89
- Beretta 8000
  - Beretta 8000 Cougar
  - Beretta 8045 Cougar
  - Beretta Cougar Inox
  - Beretta Mini Cougar
- Beretta 90
- Beretta 9000
  - Beretta 9000S
- Beretta 92
  - Beretta 90two
  - Beretta 92F
  - Beretta 92F/FS
  - Beretta 92FS Inox
    - Beretta 92FS Compact
    - Beretta 92FS Centurion
    - Beretta 92FS Brigadier
    - Beretta 92FS Brigadier Inox

  - Beretta 92G Elite 1A
    - Beretta 92G Elite II

  - Beretta 92S
    - Beretta 92SB
      - Beretta 92SB-C

  - Beretta 92A1
  - M9 pistol
- Beretta 96
  - Beretta 96A1
- Beretta Px4 Storm
  - Beretta Px4 Storm Compact
    - Beretta Px4 Storm Subcompact
- Beretta U22 Neos
- Beretta APX
- Beretta 418
- Beretta 21 Bobcat
  - Beretta 21A Bobcat
- Beretta 3032 Tomcat
- Beretta 950 Jetfire
- Beretta Nano
- Beretta Pico

### Revòlvers
- Beretta Stampede
- Beretta Laramie

### Canons curts
- Beretta 1200
- Beretta 1200FP
- Beretta 1201
- Beretta 1201FP
- Berreta AL-390
- Beretta AL391 Urika and Teknys
- Beretta Tx4
  - Beretta Tx4 Storm
- Beretta 1301
  - Beretta 1301 Comp
  - Beretta 1301 Tactical
- Beretta A400
  - Beretta A400 Xcel
  - Beretta A400 Xtreme Unico
  - Beretta A400 Xplor Action
- Beretta A 300 Outlander
- Beretta A 350 Outlander
- Beretta SO4, SO5 and SO6
- Beretta Xtrema
- Beretta Xtrema 2
- Beretta Model A series
- Beretta UGB25 Xcel
- Beretta Folder
- Beretta Urika
- Beretta Urika 2
- Beretta RS 202-M2
- Beretta LTLX7000
- Beretta 470 Silver Hawk
- Beretta 682
- Berreta 692
- Beretta DT-10
- Beretta Silver Pigeon

### Rifles i carabines
- Beretta BM-59
- Beretta 501 (sporting rifle)
- Beretta Rx4 Storm
- Beretta AR70/90
- Beretta AS70/90
- Beretta AR-70/223
- Beretta ARX 160

### Submachine guns
- Beretta Model 1918
- Beretta Model 38
  - Beretta Model 38A
  - Beretta Model 38/42
  - Beretta Model 38/44
- Beretta Model 3 – a postwar modification of the 38/42
- Beretta M12 series
- Beretta Mx4 Storm
- Beretta Cx4 Storm

### Machine pistols
- Beretta 93R
  - Beretta 93R "Auto 9"

### Launchers
- Beretta GLX-160